# ثوم دمشقي
الثوم الدمشقي (باللاتينية: Allium damascenum) نوع نباتي عشبي يتبع جنس الثوم من الفصيلة الثومية.

## الموئل والانتشار
ينتشر في بلاد الشام.